# Dekanat Tarnobrzeg
Dekanat Tarnobrzeg – jeden z 25 dekanatów w rzymskokatolickiej diecezji sandomierskiej.

## Historia
Od X do XVIII wieku tereny te należały do diecezji krakowskiej. W 1604 roku pojawiła się pierwsza wzmianka o nowo utworzonym dekanacie miechocińskim, który powstał z wydzielonego terytorium dekanatu koprzywnickiego. W skład archidiakonatu sandomierskiego wchodziły wówczas dekanaty: koprzywnicki, połaniecki, miechociński, rudnicki.
W 1711 roku do dekanatu miechocińskiego należały parafie: Miechocin, Gawłuszowice, Baranów, Padew, Ostrów, Cmolas, Kolbuszowa, Dzikowiec, Raniżów, Przewrotne, Górne. W 1783 roku tereny te zostały przydzielone do nowo utworzonej diecezji tarnowskiej. W latach 1786–1787 władze austriackie zmieniając granice administracyjne, przekazali dekanaty: głogowski, miechociński, rudnicki dla diecezji przemyskiej. 
W 1972 roku po I rozbiorze Polski, tereny te weszły w skład zaboru austriackiego. W 1807 roku do dekanatu miechocińskiego należały parafie: Miechocin, Dzików, Gorzyce, Kurzyna, Pniów, Pysznica, Radomyśl, Tarnobrzeg, Trześń, Turbia, Wielowieś, Wrzawy, Zaleszany. 
W 1900 roku do dekanatu miechocińskiego należały parafie: Miechocin, Gorzyce, Grębów, Pniów, Radomyśl, Trześń, Turbia, Wielowieś, Wrzawy, Zaleszany, filia - Szlężaki.
W 1938 roku do dekanatu miechocińskiego należały parafie: Miechocin, Chmielów, Grębów, Stale, Szlężaki, Tarnobrzeg, Tarnowska Wola, Trześń, Wielowieś.
W 1949 roku decyzją bpa Franciszka Bardy, dekanat miechociński przemianowano na dekanat tarnobrzeski. W 1952 roku do dekanatu tarnobrzeskiego należały parafie: Tarnobrzeg, Chmielów, Grębów, Miechocin, Stale, Szlężaki, Tarnowska Wola, Trześń, Wielowieś. W tym czasie było 34 507 wiernych.
25 marca 1992 roku na mocy Bulli „Totus Tuus Poloniae Populus” dekanat tarnobrzeski włączono w skład diecezji sandomierskiej.

## Parafie
- Stale – pw. św. Teresy z Avili
- Tarnobrzeg – pw. Chrystusa Króla
- Tarnobrzeg-Dzików – pw. Miłosierdzia Bożego
- Tarnobrzeg-Miechocin – pw. św. Marii Magdaleny
  - Tarnobrzeg (Nagnajów)-Siedleszczany – kościół filialny pw. św. Apostołów Piotra i Pawła
- Tarnobrzeg-Mokrzyszów – pw. Chrystusa Dobrego Pasterza
- Tarnobrzeg-Serbinów – pw. Matki Bożej Nieustającej Pomocy
- Tarnobrzeg-Sobów – pw. Matki Bozej Częstochowskiej
- Tarnobrzeg – pw. św. Barbary
- Tarnobrzeg-Wielowieś – pw. św. Gertrudy i św. Michała Archanioła
- Tarnobrzeg – pw. Wniebowzięcia Najświętszej Maryi Panny
- Tarnobrzeg-Zakrzów – pw. Nawiedzenia Najświętszej Maryi Panny
  - Tarnobrzeg (Sielec) – kościół filialny pw. św. Jacka

## Sąsiednie dekanaty
Gorzyce, Koprzywnica, Nisko, Raniżów, Sandomierz, Stalowa Wola – Południe, Stalowa Wola – Północ, Nowa Dęba.